# Heterophyllium henryi
Heterophyllium henryi là một loài rêu trong họ Sematophyllaceae. Loài này được Tixier mô tả khoa học đầu tiên năm 1966.